# Deserto di Nubia
Il deserto di Nubia (o deserto nubiano) è una regione  geografica orientale del deserto del Sahara, estesa su una superficie di circa 50.000 km quadrati, compresa tra il Sudan del nord-est, il Nilo e il Mar Rosso alle coordinate 20°30′N 33°00′E. È un arido altopiano in pietra arenaria attraversato da numerosi wadi (torrenti normalmente in secca durante l'arco dell'anno che si riempiono d'acqua solo le rare volte che piove) che confluiscono nel Nilo. La regione è priva di oasi e di fatto non ci sono precipitazioni. Gli abitanti della zona si chiamano nubiani. Uno dei più antichi megaliti archeoastronomici conosciuti, risalente al V millennio a.C., si trova nel bacino di Nabta Playa, nel Deserto di Nubia, nel sud dell'Egitto. Il deserto di Nubia è noto per la presenza di tartarughe e asini. La città di Abidiya si trova sul Nilo, in prossimità del deserto di Nubia.